# محاصره دورا اروپوس (۲۵۶)
محاصره دورا اروپوس اشاره به نبردی بین شاهنشاهی ساسانی و امپراتوری روم دارد که در سال ۲۵۶ میلادی درگرفت. در این نبرد، ساسانیان تحت شاهنشاهی شاپور یکم، پس از اینکه شهر انطاکیه تسخیر کردند، به سمت شهر دورا اروپوس حمله بردند و آن را محاصره کرده و سپس تسخیر کردند.
شواهد باستانی نشان می‌دهد در این محاصره ساسانیان از نوعی سلاح شیمیایی استفاده کرده بودند. در طول محاصره ساسانیان چندین تونل در اطراف شهر حفر کردند. رومی‌ها نیز تونل‌هایی حفر کردند برای رسیدن به حفاران ساسانی برای مبارزه با آنان، هنگامی که دو نیروی رومی و ساسانی به هم رسیدند، ساسانیان برای مقابله با آنان از نوعی سلاح شیمیایی، مشتعل مخلوطی از گوگرد و قیر استفاده کردند که باعث تولید ابری از گوگرد دی‌اکسید شد، که به کشته شدن بیست سرباز رومی انجامید که یکی از آنها سکه‌ای به تاریخ ۲۵۶ را حمل می‌کرد و به این ترتیب قدمت محاصره مشخص شد. باستان شناسان در سال ۱۹۳۰ آن مکان را کاوش کردند و در سال ۲۰۰۹ آزمایش‌ها نشان داد که در تونل گوگرد دی‌اکسید وجود دارد.

## نگارخانه

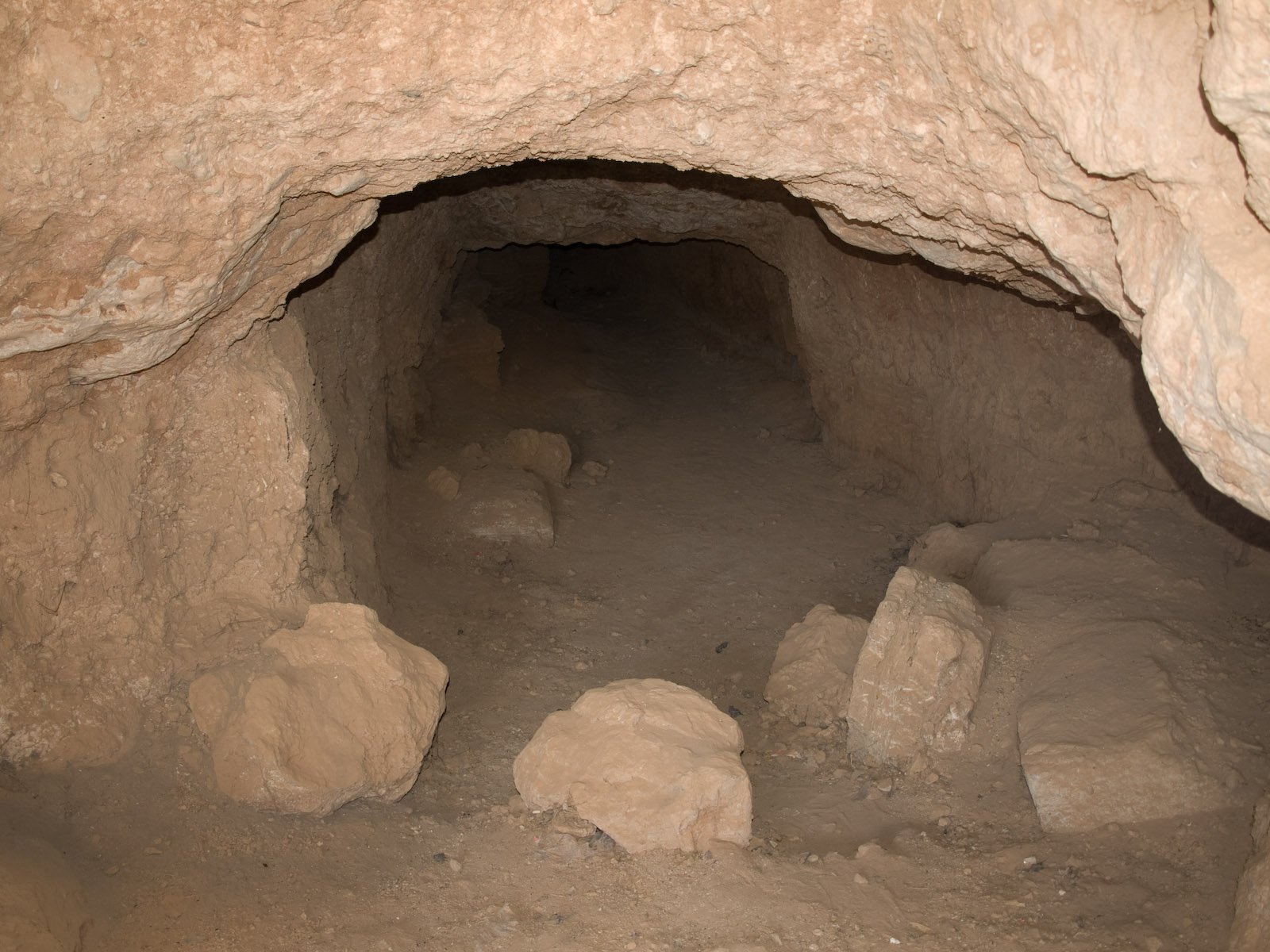
تونلی که در جریان محاصره دورا اروپوس در سال ۲۵۶ میلادی توسط ساسانیان کنده شده‌است.
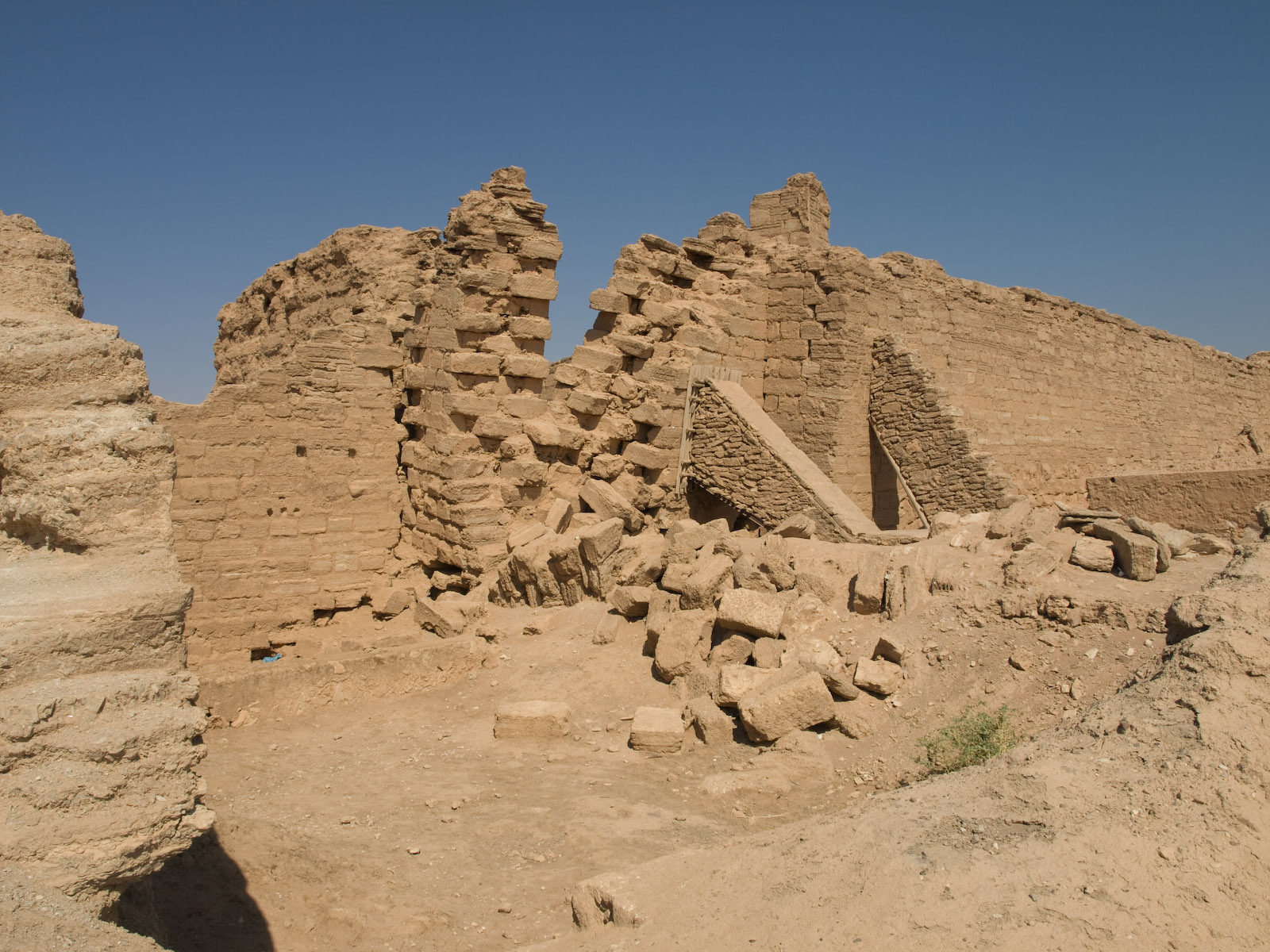
نگاره‌ای از دیوار فروریخته قلعه که در طول محاصره سقوط کرد.
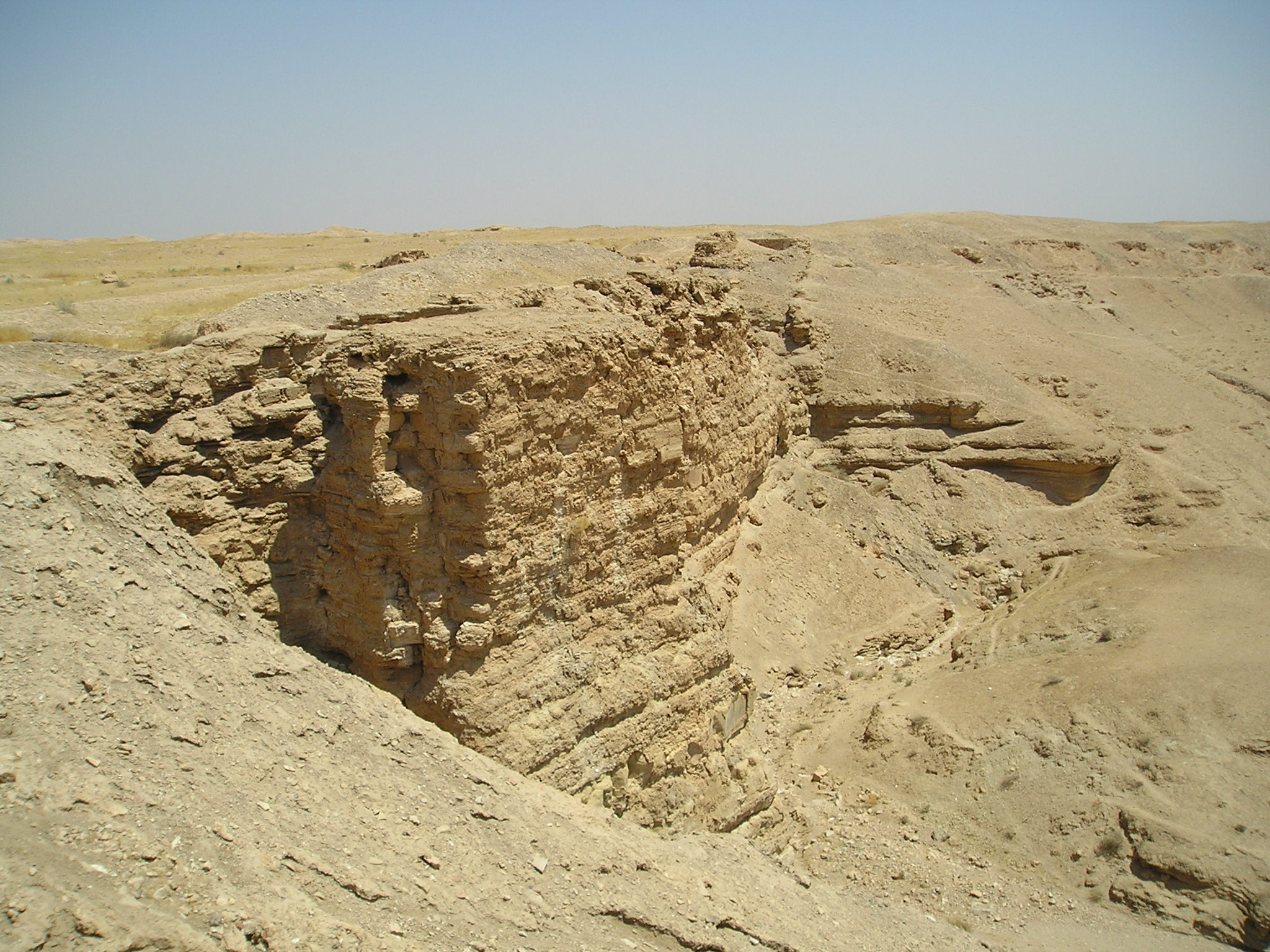
دیوار جنوبی دورا اروپوس در امتداد یک دره عمیق، که یکی از حملات ساسانیان از این ناحیه قلعه صورت گرفته‌است.
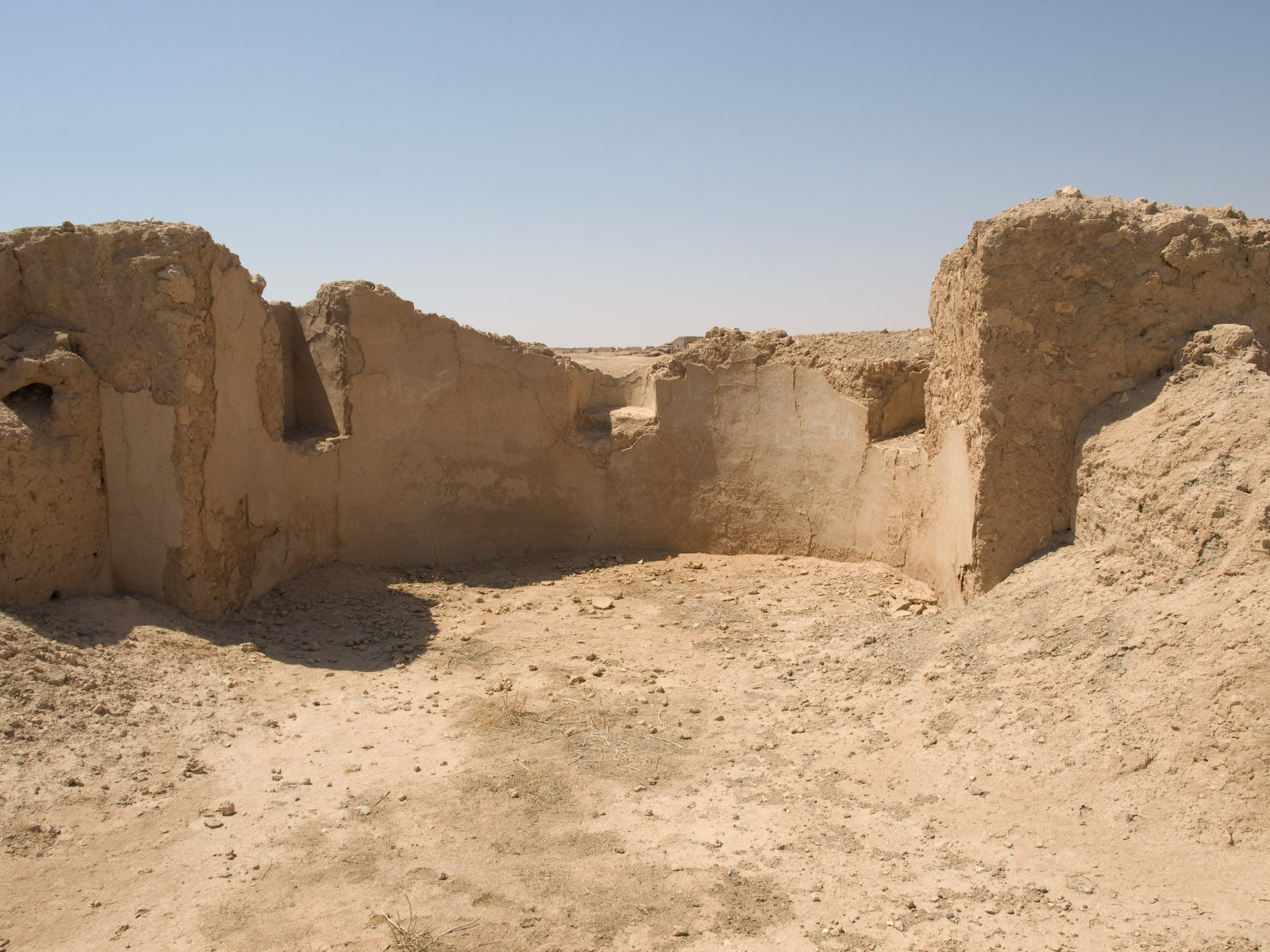
ارگ دورا اروپوس
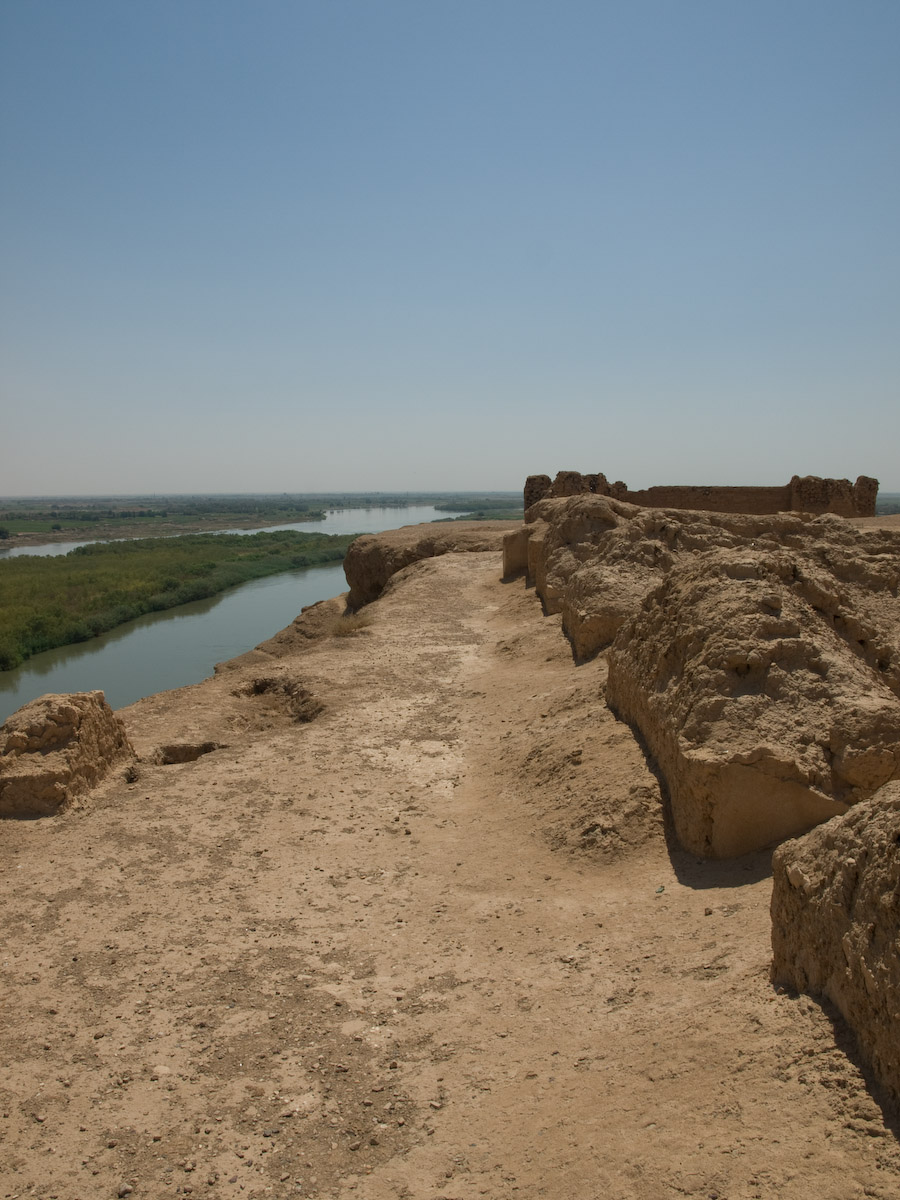
ارگ دورا اروپوس
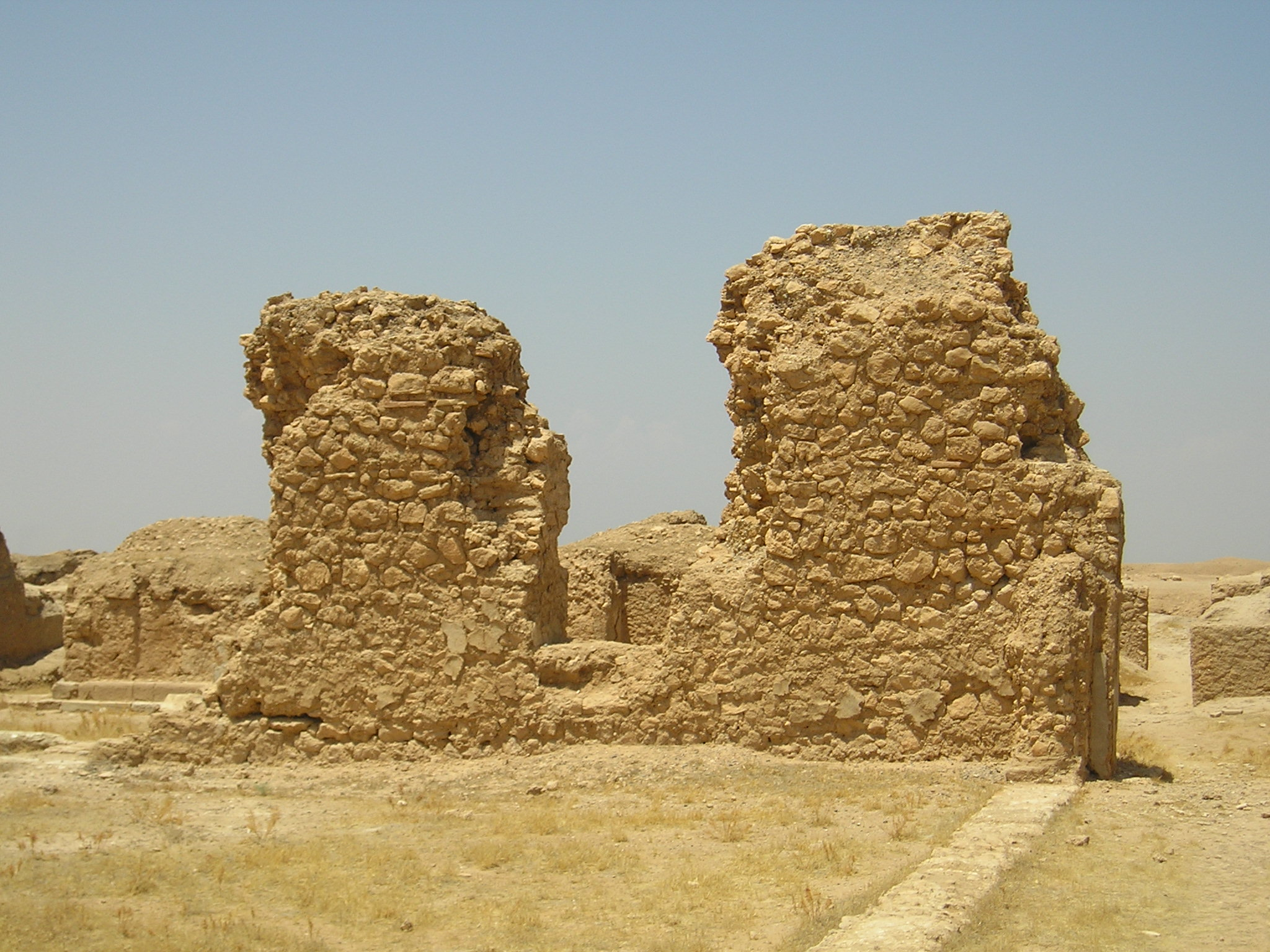
پراتوریوم دورا اروپوس (ساختمان مرکز فرماندهی)